# فيكتوريا لوكاش
فيكتوريا لوكاش (بالمجرية: Lukács Viktória)‏ مواليد 31 أكتوبر 1995 في بودابست، هي لاعبة كرة يد مجرية تلعب كجناح أيمن. مثلت منتخب المجر لكرة اليد للسيدات.

## سجل المنافسة
شاركت في البطولات التالية:
- بطولة أوروبا لكرة اليد للسيدات 2016

## الإنجازات
- البطولة الوطنية المجرية للسيدات:
  - الفوز: 2015
- كأس أبطال الكؤوس الأوروبية لكرة اليد للسيدات:
  - الفوز: 2011–12

## روابط خارجية
- فيكتوريا لوكاش على موقع الاتحاد الأوروبي لكرة اليد (الإنجليزية)
- فيكتوريا لوكاش على موقع أوليمبيديا (الإنجليزية)